# Moreno chacabuco
Moreno chacabuco là một loài nhện trong họ Gnaphosidae.
Loài này thuộc chi Moreno. Moreno chacabuco được miêu tả năm 2005 bởi Norman I. Platnick, Mohammad U. Shadab & Sorkin.